# 요제프 아커만
요제프 아커만(Josef Ackermann, 1948년 2월 7일 ~ )은 스위스의 은행가로 현재 도이체방크의 CEO이다.
아커만은 임기 만료 시점인 2009년 말에 3년 더 일하기로 계약하여 2013년까지 도이체방크의 최고경영자로 근무한다.
아커만은 스위스 장크트갈렌주 멜스에서 태어났다. 그는 장크트갈렌 대학교(HSG)를 졸업하였다.

## 직책
- 지멘스 AG의 부회장
- 로열 더치 쉘의 비상임이사
- 런던정경대학교의 초빙 교수
- 요한 볼프강 괴테 대학교의 초빙 교수
- 국제 금융 협회(IIF)의 이사회 회장

## 소득
독일 파이낸셜 타임스에 따르면 아커만은 2009년에 9백4십만 유로, 2010년에 8백8십만 유로를 벌었다.